# دولانی (ناحیه پلزن-شمالی)
دولانی (به چکی: Dolany) یک منطقهٔ مسکونی در جمهوری چک است که در ناحیه پلزن-شمالی واقع شده‌است. دولانی ۸٫۱۳ کیلومتر مربع مساحت و ۲۴۹ نفر جمعیت دارد و ۳۴۰ متر بالاتر از سطح دریا واقع شده‌است.